# 斯里兰卡内战

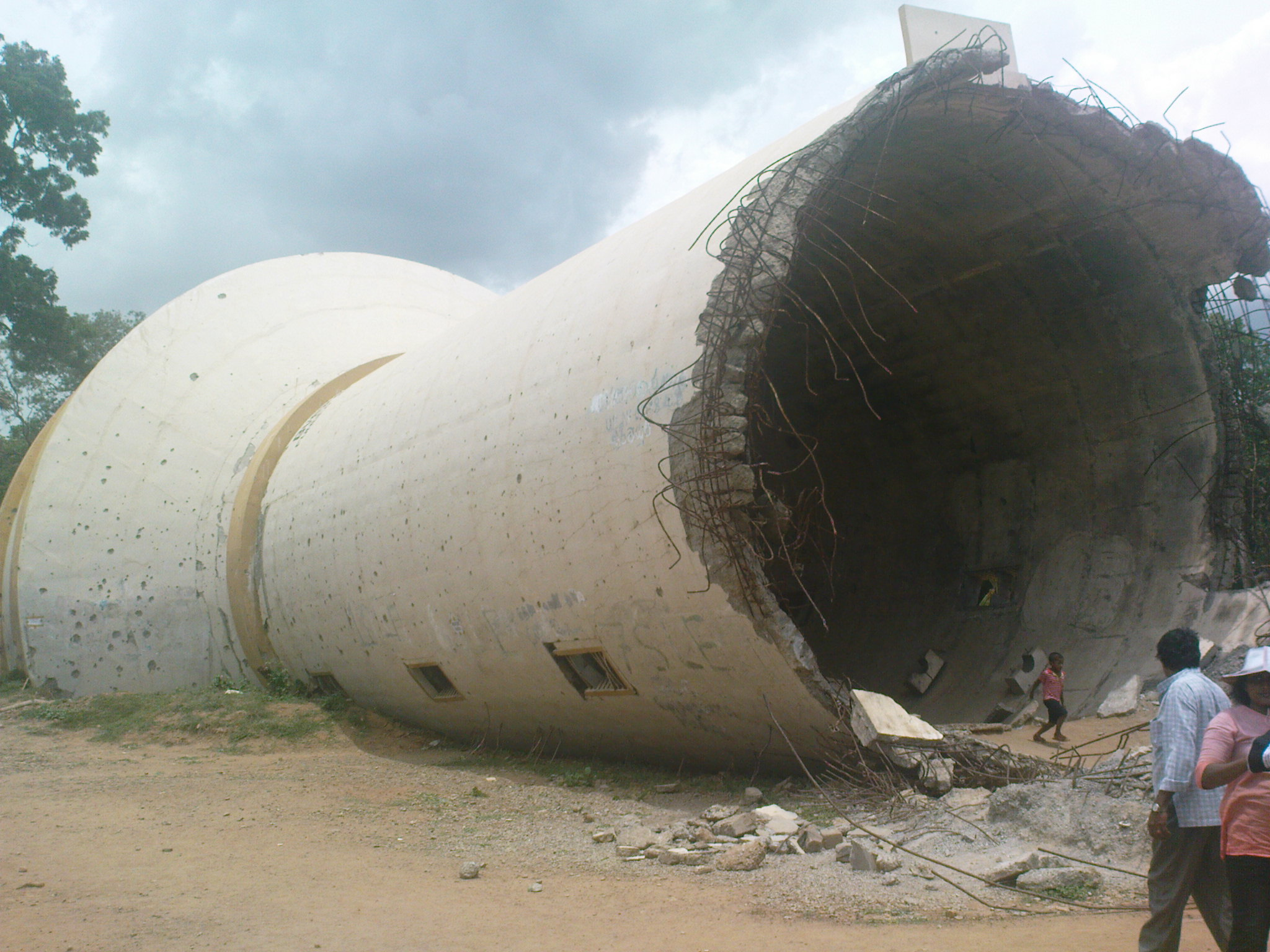
因为斯里兰卡内战而損坏的建築

斯里兰卡内战是1983年至2009年在斯里兰卡发生的一场内战。从1983年7月23日开始，这是由泰米尔伊拉姆猛虎解放组织针对政府的间歇性叛乱。由于僧伽罗人主导的斯里兰卡政府对斯里兰卡泰米尔人的持续歧视和暴力迫害，猛虎组织为在该岛东北部建立一个名为泰米尔伊拉姆的独立泰米尔国家而斗争。
暴力迫害以1956年、1958年、1977年、1981年和1983年反泰米尔大屠杀以及1981年焚烧贾夫纳公共图书馆的形式爆发。1948年斯里兰卡从大英帝国独立后的几年里，这些活动是由占多数的僧伽罗暴徒在国家支持下进行的。独立后不久，僧伽罗语被承认为该国唯一的官方语言。经过26年的军事行动，斯里兰卡军方于2009年5月击败了泰米尔猛虎组织，结束了内战。
截至2007年，死亡人数高达70000人。战争结束后，联合国于2009年5月20日估计，死亡人数总计为80000至100000人。然而，2011年，在提到2009年战争的最后阶段时，秘书长斯里兰卡问责专家小组的报告指出，“一些可靠的消息来源估计，可能有多达40000名平民死亡。”，国际调查，以确定战争的全部影响，一些报告称政府军强奸和折磨参与整理死亡和失踪事件的泰米尔人。
自内战结束以来，斯里兰卡政府因轰炸平民目标、使用重型武器、绑架和屠杀斯里兰卡泰米尔人以及性暴力犯下战争罪而侵犯人权，受到了全球的广泛批评。猛虎组织因多次袭击所有种族的平民，特别是僧伽罗人和斯里兰卡穆斯林的平民，使用儿童兵，暗杀政客和持不同政见者，以及对军事、政治和民用目标使用自杀式炸弹而臭名昭著。

## 起源和演变
斯里兰卡内战的起源在于占多数的僧伽罗人和占少数的泰米尔人之间持续的政治仇恨。现代冲突的根源可以追溯到殖民时代，当时这个国家被称为锡兰。斯里兰卡最大的两个民族，僧伽罗人和泰米尔人之间最初没有什么紧张关系，当时泰米尔人普拉巴卡兰被任命为国家立法委员会中僧伽罗和泰米尔人的代表。1919年，主要的僧伽罗人和泰米尔人政治组织联合起来，在阿鲁纳查拉姆的领导下成立了锡兰国民大会，向殖民政府施压，要求进行更多的宪法改革。英国殖民地行政长官威廉·曼宁积极鼓励“社区代表”的概念，并于1920年创建了科伦坡镇，该镇在泰米尔人和僧伽罗人之间交替。
1936年当选为国务委员会成员后，斯里兰卡萨马萨马贾党（LSSP）成员要求用僧伽罗语和泰米尔语取代英语作为官方语言。1936年11月，国务院通过了一项动议，即“在岛上的市政法院和警察法院，诉讼程序应以当地语言进行”，“警察局的条目应以最初陈述的语言记录”，并提交给法律秘书。然而，1944年，贾亚瓦尔德纳在国务院提出，僧伽罗语应取代英语成为官方语言。
1948年，独立后不久，锡兰议会通过了一项有争议的法律，名为《锡兰公民法》，该法故意歧视印度泰米尔少数民族，使他们几乎无法在该国获得公民身份。大约70万印度泰米尔人成为无国籍人。在接下来的三十年里，30多万印度泰米尔人被驱逐回印度。直到2003年——独立55年后，居住在斯里兰卡的所有印度泰米尔人才被授予公民身份，但此时他们只占该岛人口的5%。
1956年，总理S·W·R·D·班达拉奈克通过了“仅限僧伽罗语法案”，以僧伽罗文取代英语成为该国唯一的官方语言。这被视为蓄意阻止斯里兰卡泰米尔人在锡兰公务员制度和其他公共服务部门工作。锡兰讲泰米尔语的少数民族（斯里兰卡泰米尔人、印度泰米尔人和斯里兰卡摩尔人）认为该法案是对他们的语言、文化和经济歧视。许多讲泰米尔语的公务员被迫辞职，因为他们不能流利地说僧伽罗语。这是1956年加尔奥亚暴乱和1958年大规模暴乱的前奏，数百名泰米尔平民在暴乱中丧生。僧伽罗平民也在这些疫情中受到影响。内战是随后对抗性政治升级的直接结果。
20世纪60年代末，包括Velupillai Prabhakaran在内的几名泰米尔青年也参与了这些活动。他们对亲政府的泰米尔政客、斯里兰卡警察和民政部门进行了几次行动。
在20世纪70年代，标准化政策开始实施。根据这项政策，学生被大学录取的比例与以其语言参加考试的人数成比例。该政策的官方目的是增加农村地区学生的代表性。在实践中，该政策减少了斯里兰卡泰米尔学生的人数，这些学生以前仅根据考试成绩获得录取的比例高于他们参加考试的比例。他们现在被要求获得比僧伽罗学生更高的分数才能进入大学。例如，泰米尔学生进入医学院的合格分数是400分中的250分，但僧伽罗人只有229分。斯里兰卡泰米尔学生进入大学的人数急剧下降。该政策于1977年被放弃。
官方对斯里兰卡泰米尔人的其他形式歧视包括国家支持的僧伽罗农民对传统泰米尔地区的殖民化，禁止进口泰米尔语媒体，以及1978年《斯里兰卡宪法》优先考虑佛教，这是僧伽罗人信奉的主要宗教。
普拉巴卡兰于1972年组建了泰米尔新猛虎组织。
根据1976年Vaddukkodei（Vattukottai）决议，泰米尔联合解放阵线（TULF）的成立导致了态度的强硬。该决议呼吁在自决权的基础上建立一个世俗的社会主义国家泰米尔伊拉姆。
TULF暗中支持被称为“我们的孩子”的年轻武装分子的武装行动。TULF领导人Appapillai Amirthalingam甚至向猛虎组织和其他泰米尔叛乱组织提供了参考信，以筹集资金。Amirthalingam将Prabhakaran介绍给N.S.Krishnan，后者后来成为猛虎组织的第一位国际代表。正是克里希南将普拉巴卡兰介绍给了后来成为猛虎组织首席政治战略家和首席谈判代表的安东·巴拉辛厄姆。“男孩”是战后人口爆炸的产物。许多受过部分教育、失业的泰米尔青年倾向于用革命性的方法来解决他们的问题。左翼政党长期以来一直是“非社区”政党，但联邦党（及其分支TULF），极度保守，由Vellalar种姓主义主导，在争取语言权利的斗争中没有试图与左翼分子结成全国联盟。
1977年7月，联合民族党（UNP）在选举中大获全胜后，坦米爾聯合解放陣線成为主要反对党，在脱离斯里兰卡的政党纲领下，约六分之一的选举人票获胜。1977年暴乱后，J.R.Jayewardene政府对泰米尔人做出了一项让步；它取消了大学录取标准化政策，这一政策曾驱使许多泰米尔青年加入战斗。武装分子认为让步太少太晚，暴力袭击仍在继续。此时，坦米爾人民解放陣線开始失去对激进组织的控制。猛虎组织命令平民抵制1983年的地方政府选举，甚至连坦米爾聯合解放陣線也参加了选举。选民投票率低至10%。此后，泰米尔各政党无法代表泰米尔社区的利益。

## 内战爆发

### 第一次伊拉姆战争（1983-1987）
在斯里兰卡持续的冲突政治的支持下，北部和东部的政治化泰米尔青年开始组建激进组织。这些组织独立于科伦坡泰米尔领导层发展起来，最终拒绝并消灭了他们。这些组织中最突出的是TNT，1976年更名为泰米尔伊拉姆猛虎解放组织或猛虎组织。猛虎组织最初对该国发动了一场暴力运动，特别是针对警察和试图与政府对话的温和泰米尔政客。他们的第一次重大行动是1975年普拉巴卡兰暗杀贾夫纳市长阿尔弗雷德·杜拉亚帕。
猛虎组织早期战争的运作方式是以暗杀为基础，而当时政府的运作方式则是在城市周围设立一系列检查站。1978年，猛虎组织领导人普拉巴卡兰亲自暗杀了泰米尔议员卡纳加拉特南。
1981年5月，贾夫纳图书馆在两名僧伽罗内阁成员在场的情况下被烧毁，目击者称之为穿制服的警察和僧伽罗暴徒，导致90000多本书籍被毁，其中包括具有巨大历史价值的棕榈叶卷轴。这个种族书目冲突的暴力例子是一个重要的转折点，它使泰米尔人民相信政府无法保护他们或他们的文化遗产，并说服他们中的许多人支持一个独立的国家。
1983年7月，猛虎组织在Thirunelveli镇外对斯里兰卡军队巡逻队Four Bravo发动致命伏击，造成一名军官和12名士兵死亡。执政的联合国人民党成员利用民族主义情绪在首都科伦坡和其他地方组织屠杀。据泰米尔人权中心称，在黑色七月期间，5638名泰米尔人被屠杀，25万逃离的泰米尔人在国内流离失所；他们中的大多数人逃离了僧伽罗语占多数的地区。这被认为是内战的开始。
除了猛虎组织，最初还有过多的激进组织。根据巴解组织的立场，猛虎组织的立场是，应该只有一个。
1984年11月，居住在Kent和Dollar农场的泰米尔平民被斯里兰卡军队驱逐后，僧伽罗罪犯被安置在那里。囚犯的安置被用来进一步骚扰泰米尔人，迫使他们离开该地区。僧伽罗定居者证实，年轻的泰米尔妇女被绑架、带到那里并遭到轮奸，首先是被部队强奸，其次是被狱警强奸，最后是被囚犯强奸。
最初，猛虎组织因1984年肯特和美元农场大屠杀等毁灭性袭击而声名鹊起，当时62名男子、妇女和儿童在夜间睡觉时遭到袭击，并被斧头砍死头部。袭击往往是为了报复斯里兰卡军队的袭击，例如瓦尔韦蒂图赖大屠杀后立即发生的阿努拉德普拉大屠杀。政府军以库穆迪尼船大屠杀回应了阿努拉德普拉大屠杀，造成23多名泰米尔平民死亡。
随着时间的推移，猛虎组织与几乎所有其他泰米尔激进组织合并或基本上消灭了这些组织。因此，许多泰米尔分裂团体最终以准军事组织的身份与斯里兰卡政府合作，或谴责暴力并加入主流政治；一些以泰米尔人为导向的政党仍然存在，他们都反对猛虎组织建立独立国家的愿景。
猛虎组织和政府之间的和平谈判于1985年在廷布开始，但很快就失败了，战争仍在继续。1986年，作为这场冲突的一部分，许多平民遭到屠杀。1987年，政府军将猛虎组织战士推向北部城市贾夫纳。1987年4月，政府军和猛虎组织战士进行了一系列血腥行动，冲突爆发得非常激烈。
1987年5月至6月，斯里兰卡军方发动了一场名为“解放行动”或“瓦达马奇行动”的攻势，从猛虎组织手中夺回了对贾夫纳半岛领土的控制权。这标志着斯里兰卡军方自独立以来首次在斯里兰卡领土上进行常规战争。攻势取得了成功，猛虎组织领导人普拉巴卡兰和海虎组织领导人在瓦尔韦蒂图赖险胜前进的部队。
1987年7月，猛虎组织进行了第一次自杀式袭击。据报道，黑虎队队长米勒驾驶一辆载有炸药的小型卡车穿过斯里兰卡一个设防军营的围墙，造成40名士兵死亡。猛虎组织发动了378多次自杀式袭击，这是世界上最大的自杀式运动之一，自杀式袭击成为猛虎组织的标志和内战的特征。

### 印度干预（1987–1990）
印度泰米尔纳德邦的参与尤其强烈，那里的种族亲缘关系导致了对斯里兰卡泰米尔人独立的强烈支持。在整个冲突期间，印度中央政府和邦政府以不同的方式支持双方。从1983年8月到1987年5月，印度政府通过其情报机构研究与分析部向六个斯里兰卡泰米尔激进组织提供了武器、培训和资金支持，其中包括猛虎组织、泰米尔伊拉姆解放组织、伊拉姆学生革命组织（EROS）、伊拉姆人民革命解放阵线（EPRLF）和泰米尔伊拉姆解放军（TELA）。猛虎组织的崛起被广泛归因于其从RAW获得的最初支持。据信，通过支持不同的激进组织，印度政府希望保持泰米尔独立运动的分裂，并能够对其施加公开的控制。
印度在20世纪80年代末变得更加积极，1987年6月5日，印度空军在贾夫纳的猛虎组织被斯里兰卡军队围困时，向猛虎组织空投了食品包裹。當時就在斯里兰卡政府表示即将击败猛虎组织之际，印度卻以空投支援方式向猛虎组织控制的地区空投了25吨食品和药品，直接支持叛軍。举行了谈判，印度总理拉吉夫·甘地和斯里兰卡总统贾耶瓦尔德内于1987年7月29日签署了《印度-斯里兰卡和平协议》。根据这项协议，斯里兰卡政府对泰米尔人的要求做出了一些让步，包括将权力下放给各省，将北部和东部各省合并为一个省，并获得泰米尔语的官方地位（这是斯里兰卡宪法第13修正案）。印度同意派出印度维和部队在北部和东部建立秩序，并停止援助泰米尔叛乱分子。包括猛虎组织在内的激进组织虽然最初不情愿，但同意向IPKF交出武器，IPKF最初监督了停火和激进组织的适度解除武装。斯里兰卡武装部队被限制在北部和东部的兵营内，僧伽罗定居者被解除武装。1987年10月，12名被政府俘虏的猛虎组织成员自杀，导致泰米尔激进分子，特别是猛虎组织在整个东部省进行反僧伽罗人大屠杀，150名僧伽罗被杀，数万人沦为难民。
在J.R.Jayawardene宣布将与印度人战斗到最后一枪之后不久，《印度-斯里兰卡协议》的签署导致了南部的动荡。IPKF的到来控制了该国北部的大部分地区，使斯里兰卡政府能够将部队转移到南部以平息抗议活动。这导致了南部Janatha Vimukthi Peramuna的起义，在接下来的两年里被血腥镇压。
尽管大多数泰米尔激进组织放下武器，同意寻求和平解决冲突，但猛虎组织拒绝解除其战斗人员的武装。IPKF急于确保协议的成功，随后试图用武力遣散猛虎组织，最终与他们发生了全面冲突。在长达三年的冲突中，IPKF还被许多人权组织以及印度媒体指控犯有各种虐待行为。IPKF也很快遭到泰米尔人的强烈反对。与此同时，民族主义情绪导致许多僧伽罗人反对印度继续留在斯里兰卡。这导致斯里兰卡政府呼吁印度退出该岛，据称政府与猛虎组织达成了一项秘密协议，最终达成停火。然而，猛虎组织和IPKF继续频繁发生冲突。1989年4月，拉纳辛赫·普雷马达萨政府命令斯里兰卡军队秘密向猛虎组织移交武器，以对抗IPKF及其代理的泰米尔国民军。尽管IPKF的伤亡人数不断增加，要求IPKF从斯里兰卡冲突双方撤出的呼声也越来越高，但甘地拒绝将IPKF撤出斯里兰卡。然而，在1989年12月印度议会选举失败后，新总理辛格下令撤出IPKF，他们的最后一艘船于1990年3月24日离开斯里兰卡。IPKF在斯里兰卡驻扎了32个月，导致1200名印度士兵和5000多名斯里兰卡人死亡。印度政府的成本估计超过₹103亿。

#### 拉吉夫·甘地遇刺
1991年，前总理拉吉夫·甘地被女性自杀式炸弹袭击者Thenmozhi Rajaratnam暗杀后，印度对猛虎组织的支持率大幅下降。印度媒体随后报道称，普拉巴卡兰决定罢免甘地，因为他认为这位前总理反对泰米尔解放斗争，并担心如果他赢得1991年印度大选，他可能会重新加入被普拉巴卡蘭称为“撒旦力量”的印度人民解放阵线。1998年，由特别法官V.Navaneetham主持的印度一家法院认定猛虎组织及其领导人Velupillai Prabhakaran应对暗杀事件负责。在2006年的一次采访中，猛虎组织理论家Anton Balasingham对暗杀事件表示遗憾，尽管他没有完全承担责任。在2011年的一次采访中，猛虎组织财政部长兼首席武器采购官Kumaran Pathmanathan就Velupillai Prabhakaran杀害前总理拉吉夫·甘地的“错误”向印度道歉。他进一步表示，拉吉夫的暗杀是“精心策划的，实际上是与普拉巴卡兰和（猛虎组织情报负责人波图·安曼）一起完成的。每个人都知道真相”。暗杀事件发生后，印度仍然是冲突的外部观察者。

### 第二次伊拉姆戰爭（1990－1995）
尽管采取了安抚泰米尔人情绪的措施，如1987年11月颁布的第13修正案，但暴力行为仍有增无减。与此同时，当时的北部和东部省议会首席部长Vartharaja Perumal提出了解决种族危机的19点要求。他威胁说，如果这些要求得不到满足，省议会将继续单方面宣布北部和东部省份独立，就像罗德西亚的情况一样。普雷马达萨总统迅速解散安理会（1990年3月）。与此同时，猛虎组织使用恐怖战术将僧伽罗人和穆斯林农民从该岛北部和东部吓跑，并迅速控制了该岛的大部分领土。1989–90年，当印度维持和平部队撤出时，猛虎组织在其控制的地区建立了许多类似政府的职能。1990年举行的临时停火，当时猛虎组织忙于摧毁敌对的泰米尔组织，而政府则通过联合行动镇压了JVP起义。当两名主要战斗人员都建立了自己的权力基础时，他们互相攻击，停火协议破裂。政府随后发动攻势，试图夺回贾夫纳，但没有成功。
这一阶段的战争很快被命名为“伊拉姆战争II”，其特点是前所未有的残暴。1990年6月11日，猛虎组织在东部省屠杀了600名警察，因为他们承诺安全行动。政府禁止食品和药品进入贾夫纳半岛，空军无情地轰炸了北部。1990年下半年，仅在拜蒂克洛和安帕莱区就有4500名泰米尔人被安全部队杀害或失踪。猛虎组织的回应是袭击僧伽罗人和穆斯林村庄，屠杀平民。战争中规模最大的平民大屠杀之一发生在猛虎组织在Palliyagodella屠杀166名穆斯林平民。政府训练并武装了穆斯林家庭卫队。
著名的国际法学家Neelan Thiruchelvam在科伦坡国际法院的一次演讲中表示，对包括许多儿童在内的平民在萨图鲁孔丹东部大学的屠杀和失踪进行的适当调查，Mylanthanai和Sooriyakanda大规模谋杀和埋葬学童的事件因通过紧急条例而受到阻碍，这助长了有罪不罚的气氛。在北部和东部的路边，燃烧的尸体成了常见的景象。在全国各地，政府敢死队分别追捕、绑架或杀害了涉嫌同情JVP或LTTE的僧伽罗人或泰米尔青年。1990年10月，猛虎组织驱逐了居住在北方省的所有穆斯林。共有72000名穆斯林被迫离开家园，只带走了身上的衣服。
这场战争中最大的一场战斗发生在1991年7月，当时5000名猛虎组织战士包围了军队的大象山口基地，该基地控制着通往贾夫纳半岛的通道。在长达一个月的围困中，双方都有2000多人死亡，随后10000名政府军抵达该基地进行救援。1992年2月，政府的另一系列攻势未能攻占贾夫纳。Denzil Kobbekaduwa中将、Vijaya Wimalaratne少将和Mohan Jayamaha少将于1992年8月8日在Araly（Aeraela）Jaffna死于地雷爆炸。他们的死严重影响了军心。1993年5月，猛虎组织的一名自杀式炸弹袭击者杀害了斯里兰卡总统拉纳辛赫·普雷马达萨，猛虎组织也取得了重大胜利。1993年11月，猛虎组织在普纳林战役中击败了军队。这次袭击造成532名斯里兰卡士兵和135名水兵死亡或失踪。

### 第三次伊拉姆戰爭
在1994年的议会选举中，联和党被击败，由昌德里卡·库马拉通加领导的人民联盟以和平纲领上台。在总统竞选期间，在格兰德帕斯州托塔兰加举行的一次集会上，猛虎组织发动了炸弹袭击，消灭了联普党的全部领导层，包括其总统候选人加米尼·迪萨纳亚克。库马拉通加以62%的多数票当选总统。1995年1月达成停火协议，但随后的谈判毫无结果。4月19日，猛虎组织破坏停火，炸毁了斯里兰卡海军的两艘炮艇，即苏拉亚号和拉纳苏鲁号，从而开始了战争的下一阶段，即第三次伊拉姆战争。
新政府随后奉行“以战争换和平”的政策。决心夺回被2000名叛军占领的主要叛军据点贾夫纳，在成功的里维雷萨行动中向半岛投入了军队。在1995年8月的一次特别事件中，空军喷气式飞机轰炸了纳瓦利（纳瓦韦拉）的圣彼得教堂，造成至少65名难民死亡，150人受伤。在同一年的另一个例子中，40多人在纳格尔科维尔被屠杀，随后几年发生了更多的平民大屠杀，如库马拉普拉姆大屠杀、坦帕拉卡马姆大屠杀、Puthukkudiyiruppu大屠杀等，所有这些都是由政府军实施的。政府军最初切断了半岛与岛上其他地区的联系，然后，经过七周的激战，近十年来首次成功地将贾夫纳置于政府控制之下。1995年12月5日，斯里兰卡国防部长阿努鲁达·拉特瓦特上校在贾夫纳堡内举行了一个引人注目的仪式，升起了国旗。政府估计，大约2500名士兵和叛军在进攻中丧生，估计7000人受伤。许多平民在这场冲突中丧生，例如纳瓦利教堂爆炸案，造成125多名平民死亡。猛虎组织和350000多名平民在SL军事行动和猛虎组织压力下被迫离开贾夫纳，逃往内陆的瓦尼地区。大多数难民在第二年晚些时候返回。
作为回应，猛虎组织发动了“巨浪行动”，并在1996年7月18日的穆莱蒂武战役中取得决定性胜利，造成1173名陆军士兵死亡，其中包括207名向猛虎组织投降后被处决的官兵。政府于1996年8月再次发动进攻。另有20万平民逃离暴力。基利诺奇镇于9月29日被占领。1997年5月13日，20000名政府军试图通过猛虎组织控制的瓦尼开辟一条补给线，但没有成功。
随着北部暴力事件的持续，猛虎组织在该国南部人口稠密的城市地区和公共交通工具多次引爆自杀式炸弹和定时炸弹，造成数百名平民死亡。1996年1月，猛虎组织在科伦坡中央银行发动了最致命的自杀式炸弹袭击，造成90人死亡，1400人受伤。1997年10月，它轰炸了斯里兰卡世界贸易中心，1998年1月在康提引爆了一枚卡车炸弹，摧毁了世界上最神圣的佛教圣地之一的牙神庙。作为对这次爆炸事件的回应，斯里兰卡政府宣布猛虎组织为非法组织，并在一定程度上成功地迫使世界各地的其他政府也这样做，严重干扰了该组织的筹款活动。
1997年1月，帕兰坦和大象山口周围的激战夺走了223名陆军士兵的生命。1998年9月27日，猛虎组织发动了第二次不受风浪影响的行动，经过激战，攻占了基利诺奇，赢得了基利诺奇战役的胜利。当年，基利诺奇前沿防线周围的冲突夺走了1206名士兵的生命。1999年3月，在拉纳·戈萨行动中，政府试图从南部入侵瓦尼。军队取得了一些进展，控制了Oddusuddan（Oththan thuduva）和Madhu，但未能将猛虎组织逐出该地区。1999年9月，猛虎组织在戈纳加拉屠杀了50名僧伽罗平民。
1999年11月2日，猛虎组织以“第三次不息浪行动”重返攻势。几乎所有的瓦尼人都迅速落入猛虎组织手中。该组织在该地区发动了17次成功的袭击，最终占领了Paranthan（Puranthaena）化学品厂基地和Kurrakkan Kaddukulam（kurakkan kaela vaeva）基地。死亡人数达516名士兵死亡，4000多人受伤。叛军还向北推进，向大象山口和贾夫纳进发。猛虎组织成功切断了斯里兰卡武装部队在基利诺奇镇南部、西部和北部的所有陆地和海上补给线。1999年12月，猛虎组织在选举前集会上发动自杀式袭击，企图暗杀总统钱德里卡·库马拉通加。她失去了右眼和其他受伤，但在总统选举中击败了反对派领袖拉尼尔·维克勒马辛哈，再次当选为她的第二个任期。
2000年4月22日，将贾夫纳半岛与瓦尼大陆分隔了17年的大象山口军事综合体落入猛虎组织手中，造成1008名士兵死亡。军队随后发动了Agni Kheela行动，夺回了贾夫纳半岛南部，但遭受了损失。

#### 早期的和平努力
随着伤亡人数的增加，战争的疲惫感与日俱增，似乎看不到尽头。截至2000年年中，人权组织估计，斯里兰卡有100多万人是境内流离失所者，生活在难民营中，无家可归，为生存而挣扎。因此，20世纪90年代末发展了一场重要的和平运动，许多组织举办了和平营、会议、培训和和平冥想，并作出了许多其他努力，在各个层面弥合双方的联系。早在2000年2月，双方就要求挪威进行调解，最初的国际外交行动开始通过谈判解决冲突。
随着猛虎组织于2000年12月宣布单方面停火，和平的希望越来越大，但他们于2001年4月24日取消了停火，并对政府发动了另一次进攻。在保卫了以前由军方控制的大片地区后，猛虎组织进一步向北推进。这一进展对驻扎着17000名斯里兰卡士兵的大象山口军事综合体构成了严重威胁。
2001年7月，猛虎组织对班达拉奈克国际机场发动了毁灭性的自杀式袭击，摧毁了空军的八架飞机（两架IAI Kfir、一架Mil-17、一架Mil-24、三架K-8教练机、一架米格-27）和四架斯里兰卡航空公司的飞机（两架空中客车A330、一架A340和一架A320），抑制了经济并导致旅游业——这是政府暴跌的重要外汇收入来源。袭击的影响是毁灭性的，导致那年斯里兰卡经济自独立以来首次也是唯一一次出现负增长。

### 2002年和平進程

#### 開始停火
然而在將近2001年底時，在9月11日的攻擊過後，LTTE開始宣稱他們願意尋求因應措施以和平解決衝突。該行動的一個原因可能是對國際壓力的恐懼，以及美國將此戰爭視為反恐戰爭而支援斯里蘭卡政府。另一方面，斯里蘭卡遠程偵察巡邏部隊（the Long Range Reconnaissance Patrol, 简称LRRP）的暗中行動已對泰米爾之虎的指揮結構產生深遠的影響。在這段期間，被視為LTTE的最高領導人普拉巴卡蘭得力助手的Vaithilingam Sornalingam（別名Shankar），以及其他幾個高級幹部，都被LRRP捉拿。
在南方，在和平遙遙無期與經濟蕭條的情形下，政府的「和平之戰」戰略面對越來越多的批評。於不信任案落敗後，庫馬拉通加（Kumaratunga）總統被迫解散議會並且舉行新的選舉。2001年12月5日舉辦選舉，由拉尼尔·维克勒马辛哈領導的民族團結陣線大獲全勝，維克勒馬辛哈承諾會找到解決衝突的協商辦法。
在12月19日，經挪威的居中斡旋，將斯里蘭卡政府與LTTE帶到談判桌上，LTTE宣布與斯里蘭卡政府停火30天，並承諾會停止所有對政府軍的攻擊。新政府對此表示歡迎，並在2天後予以回報，宣布長達一個月的停火，且同意解除對叛軍控制區域的長期經濟封鎖。然而，停火不是每個人都可接受的。佛教僧侶開始燒毀挪威國旗與煽動反對停火，最後形成一個有著極端主義觀點的政黨，名為Jathika Hela Urumaya。

#### 簽署相互諒解備忘錄
雙方於2002年2月22日正式簽署相互諒解備忘錄（Memorandum of Understanding , MoU），並簽署一項永久停火協定。挪威被任命為調解員，並與其他北歐國家共同決定，由專家組成的委員會「斯里蘭卡監督任務」監督停火的執行。八月，政府同意解除對LTTE的禁令，並且為與LTTE重新直接協商而鋪好道路。停火協議簽署後，開往賈夫納的商業航班開始營運，而LTTE也開啟A9公路(National Highway NO.9)，該高速公路可連結政府在南方的控制區域與賈夫納，並且貫穿LTTE的控制區域，允許平民交通用以通過Vanni 地區，這是許多年來的第一次通行，但是必須繳稅給LTTE。國外許多國家也提供大量經濟援助，如果已實現和平且結束長期衝突的樂觀情緒持續增長的話。
人們期待已久的和平會談於9月16日在泰國普吉島（Phuket）舉行，且9月5日時已有更進一步的談判，有泰國、挪威、德國和日本在場。在和平會談中，雙方皆同意以聯邦作為解決方案的原則，並且LTTE會放棄他們長期以來對獨立建國的要求。這是向來堅持建立獨立的泰米爾國家的LTTE關鍵妥協，而這也代表很少同意權力下放的政府方面的妥協。這也是第一次雙方交換戰俘。

#### 南方政治改變
在2001年的選舉過後，這是斯里蘭卡歷史上的第一次，總統和總理是來自兩個不同的黨，這個共存很不和諧，尤其當總理維克勒馬辛哈和UNP偏好以聯邦方案來解決衝突，但庫馬拉通加總統所屬的政黨採取強硬路線與其他結盟的僧伽羅民族主義團體不相信LTTE，因為他們仍繼續徵稅，並走私武器與軍火、招募童兵、以及從事暗殺敵對泰米爾團體的成員與政府情報人員，藉此強化自身力量。在這段時間內，LTTE還成功設立一些在特亭可馬利海港與東部省分的重要基地。
2003年4月21日談判破裂，當泰米爾之虎宣稱他們將暫停更進一步的對話，因為他們對一些「關鍵議題」上的處理感到「不滿」。LTTE被排除在4月14日在華盛頓特區舉行的重建會談之外，而且影射他們沒有在和平中得到充分的經濟回報。而且政府控制的東北方相對平靜，但泰米爾之虎控制的地區仍有暴力事件。然而，LTTE維持其承諾以解決這20年的衝突，但指出和平仍需雙方共同努力。
在10月31日，LTTE發表了自己的和平計畫，要求一個臨時自治當局（Interim Self Governing Authority , ISGA）。ISGA應由LTTE全權控制，並且需有控制北部與東部的權力。這引起南方採取強硬路線的人們的強烈反對，他們指控總理Wickremasinghe支持LTTE控制北部與東部。在承受黨內要求採取行動的壓力下，庫馬拉通加總統宣布一個緊急聲明，並拔除三個關鍵的政府部門──傳媒部、 內政部和重要的國防部。接著，庫馬拉通加總統與人民解放陣線結盟，稱為統一人民自由聯盟，反對ISGA並主張對LTTE採取更強硬的態度，並要求舉行新選舉。2004年4月8日舉辦的選舉，結果由UPFA大獲全勝，並由馬辛達‧拉賈帕克薩（Mahinda Rajapakse）出任總理。

#### 泰米爾猛虎解放組織的分裂
同時，在2004年3月，LTTE的北部與東部出現了重大分裂。LTTE的東部指揮官兼普拉巴卡蘭信任的得力助手Vinayagamoorthy_Muralitharan Vinayagamoorthy Muralitharan（別名為Colonel Karuna），帶走5000名東部主要幹部離開LTTE，聲稱在東部沒有足夠的資源與權力。這在LTTE歷史上是最大的一次爭吵，組織內部的衝突似乎一觸即發。在議會選舉過後，特亭可馬利南部的短暫戰鬥導致卡魯納（Karuna）派的快速撤退與投降，他們的領導人最後（包括曾受Seyed Ali Zahir Moulana(執政黨的政治人物)幫助而順利逃跑的卡魯納自己）躲起來了。然而，「卡魯納派」在東部仍保有重要地位而且他持續對LTTE發動攻擊。LTTE指控政府軍暗中支持LTTE的分裂集團，這些分裂集團隨後成立一個名為泰马维普的政党，希望在未來能參加選舉。
停火時期大部分都在這些騷亂中度過，這之中LTTE還有超過3千次違規與「斯里蘭卡監督任務」在2000年紀錄到的、由斯里蘭卡政府軍（SLA）發起的300次違規。雙方主張對方皆有秘密行動以打擊彼此，使得情況變得更加複雜。政府聲稱LTTE不只殺害政敵、招募童兵、進口武器，還殺害政府的安全與情報人員。反方則指控政府支援準軍事團體以打擊他們，尤其是支援卡魯納集團。

#### 海啸及余波
2004年12月26日，印度洋海嘯襲擊斯里蘭卡，超過3萬5千人死亡，許多人民流離失所。國際紛紛施以援助，但對於是否該分配給泰米爾猛虎解放組織所控制的泰米爾地區有所爭執。直到2005年6月24日，斯里蘭卡政府與泰米爾猛虎解放組織達成共識──「海嘯後行為管理架構」（Post-Tsunami Operational Management Structure, P-TOMS），但招來反對派的尖銳批評。P-TOMS的合法性亦在法庭上被挑戰。庫馬拉通加總統最後撕毀P-TOMS，因此受到廣泛批評，而這份充足的援助也因此未到國家北部與東部的區域。然而，隨之而來的海嘯標誌著北部暴力事件的減少。
2005年8月12日，斯里蘭卡外交部長Lakshman Kadirgamar在家中遭到刺殺，據傳聞是泰米爾猛虎解放組織的狙擊手所為。Lakshman Kadirgamar是一位受到外國外交官高度尊重的泰米爾人，對泰米爾猛虎解放組織向來有尖銳批評。他遭受刺殺一事使泰米爾猛虎解放組織受到國際社會的排斥，亦使其失去許多外國同情。因此當斯里蘭卡政府在2006年對泰米爾猛虎解放組織進行軍事行動時，國際社會選擇保持靜默。
進一步的政治變革發生在斯里蘭卡最高法院宣布庫馬拉通加總統第二與最後任期結束，並命令她主辦新總統選舉。該場選舉舉辦2005年11月，主要有统一国民党的候選人前總理拉尼尔·维克勒马辛哈，他主張與泰米爾猛虎解放組織重啟對話；统一人民自由联盟的候選人為現任總理拉贾帕克萨，他強烈反對與泰米爾猛虎解放組織對話與停火談判。泰米爾猛虎解放組織公開地要求泰米爾人抵制這場選舉。他們許多人期望投給维克勒马辛哈，而失去這些選票的拉贾帕克萨對他來說雖是致命傷，但最後仍是以些微差距勝出。選舉過後，泰米爾猛虎解放組織的領袖普拉巴卡蘭發表他的年度演說，表示若政府未積極促進和平，泰米爾之虎會在2006年繼續奮鬥。

### 第四次伊拉姆戰爭（2006-2009）
从2005年12月开始，东北部的游击队活动有所增加，包括克莱莫尔水雷袭击，造成150名政府军死亡，海虎队与斯里兰卡海军之间的冲突，以及双方同情者被杀，其中包括亲猛虎组织记者塔拉基·西瓦拉姆和亲猛虎组织议员约瑟夫·帕拉拉贾辛厄姆，两人据称被斯里兰卡政府杀害。
2006年初，内战的焦点转向了平民目标，猛虎组织在该国大部分地区实施了通勤巴士和火车爆炸，包括对科伦坡及其周边地区通勤者的一系列袭击。

#### 会谈和进一步的暴力
鉴于这一暴力事件，东京捐助者会议联合主席呼吁双方回到谈判桌上。美国国务院官员向猛虎组织发出警告，称恢复敌对行动意味着猛虎组织将面临“更有能力、更有决心”的斯里兰卡军队。在谈判进行期间，发生了针对平民的暴力事件，例如2006年1月2日杀害了五名泰米尔学生。
为了挽救双方之间的协议，挪威特使埃里克·索尔海姆和猛虎组织理论家安东·巴拉辛厄姆在最后一刻抵达该岛。各方在会谈地点问题上存在强烈分歧；然而，双方于2006年2月7日商定，可以于2月22日和23日在瑞士日内瓦举行新的会谈，继续努力取得了突破。在会谈后的几周里，暴力事件显著减少。然而，猛虎组织在4月恢复了对军方的攻击。
鉴于这一暴力事件，猛虎组织呼吁将日内瓦会谈推迟到4月24日至25日，政府最初同意了这一点。经过谈判，政府和反政府武装都同意在4月16日由一艘民用船只与国际停战监督员一起运送地区猛虎组织领导人，这涉及穿越政府控制的领土。然而，当猛虎组织取消会议，声称没有同意海军护航时，气氛发生了巨大变化。据斯里兰卡解放运动称，泰米尔反政府武装此前已同意护送。
2006年4月20日，猛虎组织正式无限期退出和平谈判。尽管他们表示，运输问题使他们无法与地区领导人会面，但一些分析人士和国际社会对此持强烈怀疑态度，认为运输问题是猛虎组织为避免参加日内瓦和平谈判而采取的拖延战术。暴力继续升级，2006年4月23日，6名僧伽罗稻农在稻田里被疑似猛虎组织干部屠杀，2006年5月13日，13名泰米尔平民在凯兹岛被杀害。在斯里兰卡陆军司令萨拉特·丰塞卡中将被一名名叫Anoja Kugenthirasah的猛虎组织黑虎自杀式炸弹袭击者暗杀未遂后，国际社会对猛虎组织的谴责急剧上升，她假装怀孕，隐瞒了爆炸物，并在科伦坡的陆军总部引爆了自己。自2001年停火以来，斯里兰卡空军首次对该岛东北部的叛军阵地进行空袭，以报复袭击。
这次袭击，加上一年前Lakshman Kadiragamar被暗杀，以及一艘载有710名手无寸铁的安全部队人员的海军舰艇在度假时遭到袭击，标志着一个转折点，因为欧洲联盟于2006年5月19日决定禁止猛虎组织为恐怖组织。它导致猛虎组织在其27个成员国的资产被冻结。欧洲议会在一份声明中表示，猛虎组织并不代表所有泰米尔人，并呼吁其“允许斯里兰卡北部和东部地区的政治多元化和交替的民主声音”。由于该国北部和东部继续受到袭击的影响，新的会谈定于6月8日至9日在挪威奥斯陆举行。双方代表团抵达奥斯陆，但由于猛虎组织拒绝直接与政府代表团会面，声称其战士不允许安全前往参加会谈，会谈被取消。挪威调解人埃里克·索尔海姆告诉记者，猛虎组织应该对谈判破裂承担直接责任。
随后发生了进一步的暴力事件，包括万卡莱大屠杀。斯里兰卡军队和泰米尔猛虎组织反政府武装相互指责对方造成了这些杀戮。还有Kebithigorlewa大屠杀，猛虎组织袭击了一辆公共汽车，造成至少64名僧伽罗平民死亡，并促使空军进行更多空袭，6月26日，一名猛虎组织自杀式炸弹袭击者暗杀了斯里兰卡第三高级军官兼副参谋长Parami Kulatunga将军。这些事件导致苏丹解放运动质疑停火是否仍然存在。

#### Mavil Aru水纠纷
7月21日，猛虎组织关闭了Mavil Aru水库的闸门，导致了停火签署以来的首次大规模战斗。Mavil Aru是向斯里兰卡东部一些地区供水的水道，如亭可马里。2002年停火后，马维尔阿鲁冲突是斯里兰卡武装部队和猛虎组织之间最大的军事对抗之一。其相关性是出于地缘战略原因：在马维勒阿鲁地区，僧伽罗人、穆斯林和泰米尔人并肩生活。它也是科迪亚尔湾的入口，也是亭可马里港口和海军基地的入口，因此猛虎组织在该地区的存在严重威胁到斯里兰卡安全部队的存在和统治。
Mavil Aru的关闭影响了政府控制区15000户家庭的供水。在斯里兰卡人民解放军最初的谈判和开闸努力失败后，斯里兰卡军方发起了一项行动，以实现重新开闸。
拉贾帕克萨总统说，供水是一项不可谈判的基本人权。此外，一位政府发言人表示，“公用事业不能被叛军用作讨价还价的工具”。政府部署了军队和空军进行进攻，不仅袭击了马维尔-阿鲁地区，还袭击了猛虎组织在拜蒂克洛和瓦武尼亚的阵地。7月26日，空军飞机袭击了猛虎组织的阵地，地面部队开始了打开大门的行动。水闸最终于8月8日重新开放，关于谁真正打开了水闸的报道相互矛盾。起初，苏丹解放运动声称，他们设法说服猛虎组织有条件地解除了对水道的封锁。猛虎组织声称，它“基于人道主义理由”打开了水闸，尽管军事记者对此表示异议，他们表示，在安全部队对Mavil Aru anicut进行精确轰炸后，水立即开始流动。最终，在激战之后，政府军于8月15日完全控制了Mavil Aru水库。“分水岭行动”的后果是约150名平民丧生，50000多名难民来自穆图尔和附近村庄。这是第四次伊拉姆战争的先例。

#### 猛虎组织在穆特图尔和贾夫纳的攻势
由于Mavil Aru附近的激烈战斗仍在进行，暴力蔓延至亭可马里，猛虎组织于8月初在那里对斯里兰卡一个重要的海军基地和政府控制的战略沿海城镇Muttur发动了袭击，导致至少30名平民死亡，该地区25000名居民流离失所。冲突于2006年8月2日爆发，当时猛虎组织对穆特图尔发动了猛烈的炮击，然后进入，控制了该镇的一些地区。军方进行了报复，并在8月5日前重新完全控制了该镇，在激烈冲突中杀死了150多名猛虎组织战士。
不久之后，在穆图尔为法国国际慈善机构“反饥饿行动”工作的17人遭到屠杀。他们被发现脸朝下躺在办公室的地板上，被枪杀，仍然穿着印有明确标志的T恤，表明他们是国际人道主义工作者。这些谋杀案引起了国际社会的广泛谴责。SLMM声称政府是此次袭击的幕后黑手，但政府否认了这一指控，称其“可悲且有偏见”，并表示SLMM“无权发表这样的声明，因为他们不是尸检或验尸的专业人员。”
与此同时，在该国北部，猛虎组织于8月11日对贾夫纳半岛的斯里兰卡军队防线发动大规模袭击后，发生了自2001年以来最血腥的战斗。猛虎组织在攻击中使用了400至500名战士，包括陆地和两栖攻击，还向政府阵地发射了一系列大炮，包括位于帕拉利的关键军事空军基地。据估计，猛虎组织在这次行动中损失了200多名战士，90名斯里兰卡士兵和水手也被打死。
由于该国北部和东部正在进行地面战斗，斯里兰卡空军对叛军控制的穆莱蒂武地区的一处设施进行了空袭，造成多名泰米尔女孩死亡。尽管猛虎组织声称有61名女孩被杀，但斯里兰卡解放军表示，他们只能统计出19具尸体。政府表示，这是猛虎组织的一个训练设施，儿童是猛虎组织儿童兵，尽管猛虎组织声称受害者是在孤儿院参加急救课程的女学生。
同一天，载有巴基斯坦高级专员巴希尔·瓦利·穆罕默德前往斯里兰卡的车队遭到袭击，一辆汽车人力车内隐藏的克莱莫尔杀伤人员地雷在经过时爆炸。高级专员没有受伤，但在爆炸中有7人死亡，17人受伤。高级专员声称，据信印度实施这一行动是为了恐吓巴基斯坦，巴基斯坦是斯里兰卡政府的主要军事装备供应商之一。巴基斯坦承诺在未来几个月内每10天装载一船设备。

#### 桑普尔的沦陷
自暴力事件恢复以来，军事机构越来越担心，位于亭可马里的战略要地斯里兰卡海军基地受到位于桑普尔及其周围的猛虎组织炮位的严重威胁，桑普尔与亭可马里隔科迪亚尔湾相望。从该地区的猛虎组织基地发射的火炮可能会削弱海军基地，使其完全瘫痪，并切断通往贾夫纳的唯一军事供应链。海军舰艇的所有行动也一直处于猛虎组织的监视之下。这些担忧得到了2005年访问该岛的美国军事顾问团队的支持。
在Mavil Aru和Muttur发生冲突后，猛虎组织加强了针对亭可马里海军基地的袭击，斯里兰卡总统马欣达·拉贾帕克塞在8月21日的一次讲话中明确表示，政府的意图是消除猛虎组织对桑普尔的威胁。8月28日，军方发动进攻，夺回了猛虎组织在桑普尔和毗邻的Kaddaiparichchan和Thoppur地区的营地。这导致猛虎组织宣布，如果攻势继续，停火将正式结束。
在取得稳步进展后，由旅长Sarath Wijesinghe领导的安全部队于9月4日从猛虎组织手中夺回了桑普尔，并开始在那里建立军事基地，因为猛虎组织承认失败，并表示他们的战士“撤出”了这座具有重要战略意义的城镇。这标志着自2002年签署停火协议以来的首次重大领土易手。斯里兰卡军方估计，其33名人员和200多名猛虎组织战士在进攻中丧生。

#### 猛虎组织的报复和进一步的和平谈判
猛虎组织在10月进行了反击。首先，他们在穆哈马莱的一场激战中杀死了近130名士兵，穆哈马赖是该国北部政府和猛虎组织控制区之间的过境点。就在几天后，一名疑似猛虎组织自杀式炸弹袭击者在该国中部的哈瓦那袭击了一支海军车队，造成约100名休假回国的水手死亡。这是冲突历史上最致命的自杀式袭击。
两天后，猛虎组织海虎部队对南部港口城市加勒的达克希纳海军基地发动了袭击。这是猛虎组织发生的任何重大袭击中最南端的一次，有15名猛虎组织战士乘坐五艘自杀式船只抵达。这次袭击被政府击退，对海军基地的破坏很小。据信，所有15名猛虎组织战士和一名海军水兵都在袭击中死亡。
尽管发生了这些事件，双方同意无条件参加10月28日至29日在日内瓦举行的和平谈判。然而，由于在重新开放关键的A9公路问题上存在分歧，和平谈判破裂，A9公路是连接贾夫纳和南部政府控制区的纽带。虽然猛虎组织希望这条在8月激战后关闭的高速公路重新开放，但政府拒绝了，称猛虎组织将利用这条高速公路向经过的人征税，并将利用它对政府军发动进一步进攻。
新年伊始，疑似猛虎组织武装分子在该国南部发动了两起公共汽车爆炸事件，造成21名平民死亡。新闻报道称，这些袭击具有猛虎组织袭击的所有特征。斯里兰卡政府谴责这些袭击，并指责猛虎组织实施了这些袭击，尽管猛虎组织否认与之有任何牵连。

#### 政府军在东部的攻势
2006年12月，斯里兰卡政府官员宣布计划将猛虎组织赶出斯里兰卡东部省，然后动用全力在该国北部击败猛虎组织。政府表示，猛虎组织正在向东部的平民定居点开火，并使用35000人作为人盾。这些说法后来得到了该地区平民的支持，他们告诉记者，他们被泰米尔猛虎组织用武力控制。2006年11月7日，在相互矛盾的说法中，超过45名泰米尔平民在所谓的瓦哈拉伊爆炸案中丧生。
随后，军队于2006年12月8日在巴蒂科洛阿区开始对猛虎组织发动进攻，目的是夺取猛虎组织在东部的主要据点瓦卡莱；由于该地区有大量平民，加上持续的季风雨，作战行动难以进行，经过一周的战斗，行动暂时中止。在接下来的几周里，估计有20000名平民逃离政府控制的地区，担心即将发生的袭击。军队于1月中旬发动了新的攻势，瓦卡莱于1月19日落入前进的部队手中。在东部攻势持续期间，猛虎组织和其他组织指控政府在1月2日的帕达胡图赖爆炸案中谋杀了15名平民，当时空军轰炸了他们声称是猛虎组织在斯里兰卡北部Illuppaikadavai的海军基地。据预测，瓦卡莱的损失将切断北方猛虎组织向其东部干部的供应路线，从而削弱猛虎组织对东部已经日益削弱的控制。
随着军事进攻的进行，猛虎组织继续在政府控制的领土上对平民发动袭击。2007年4月1日，军方指控猛虎组织在拜蒂克洛东区杀害了6名僧伽罗海啸救援人员。第二天，疑似猛虎组织武装分子在安帕拉的一辆民用巴士上引爆炸弹，造成17人死亡，其中包括3名儿童。
主要由特种部队和突击队组成的小组部队于2月开始了一项新的行动，以清除东部省仅存的猛虎组织战士。作为行动的一部分，部队于3月28日占领了猛虎组织在Kokkadicholai的关键基地，并于4月12日占领了战略要道A5公路，15年来首次将整个公路置于政府控制之下。这意味着猛虎组织在东部的存在减少到拜蒂克洛西北部Thoppigala地区140平方公里的丛林地带。在长达三个月的托皮加拉战役之后，军队于2007年7月11日占领了托皮加拉峰，结束了猛虎组织在东部省的军事能力，并结束了东部战区的第四次伊拉姆战争。

#### 政府军在北方的攻势
北方的零星战斗已经持续了几个月，但2007年9月后冲突的强度有所增加。在前线防线的冲突中，双方进行了猛烈的炮击，随后进行了军事入侵。2007年12月，猛虎组织在Uyilankulama、Parappakandal和Thampanai的防御工事被斯里兰卡军队的前进部队所摧毁。
陆军司令萨拉特·丰塞卡中将在接受《星期日观察家报》采访时表示，陆军占领了猛虎组织的前沿防线，并从四面八方包围了瓦尼猛虎组织基地。他还说，大约还有3000名猛虎组织成员，军方打算在明年前六个月内消灭他们。一天后，陆军、空军和海军指挥官发表了不那么乐观的声明。军队将在瓦尼面对大约5000名猛虎干部。陆军司令打算在2008年8月将前线目前的战斗转入决定性阶段。指挥官们认为，很有可能在2008年击败猛虎组织。
斯里兰卡军方声称，2007年11月26日，斯里兰卡空军对Jayanthinagar的一个掩体进行空袭，猛虎组织领导人Velupillai Prabhakaran受重伤。斯里兰卡空军公开发誓要摧毁猛虎组织的整个领导层。2008年1月5日，猛虎组织军事情报负责人查尔斯上校在一次克莱莫尔地雷伏击中被远程侦察巡逻队（斯里兰卡）击毙。

#### 废除停火协议
国防部长Gotabhaya Rajapaksa于2007年12月敦促政府放弃停火协议，2008年1月2日，斯里兰卡政府正式放弃。2002年2月至2007年5月，斯里兰卡监测团记录了猛虎组织3830次违反停火的行为，而安全部队351次。自2007年5月起，苏丹解放运动停止就违反停火的行为作出决定。因此，政府表示不再需要停火。几个捐助国对斯里兰卡政府的撤军表示失望。猛虎组织正式回应称，由于政府在没有任何理由的情况下单方面退出停火协议，并且他们准备继续履行协议，国际社会应该立即取消对猛虎组织的禁令。
政府随后试图沿着穆哈马莱前进防线开辟第三条战线。在4月23日的最初挫折之后，斯里兰卡军队迅速推进，于5月9日占领了阿达姆潘镇，于6月30日占领了由岛上最肥沃的稻田组成的Mannar“饭碗”，于7月16日占领了Vidataltivu，于7日占领了Iluppaikkadavai。
2008年7月21日，猛虎组织宣布将于7月28日至8月4日宣布单方面停火，以配合将在科伦坡举行的南盟国家元首第15次首脑会议。然而，斯里兰卡政府认为猛虎组织的提议是不必要和背信弃义的。

#### 政府的重大军事成果
2008年8月2日，猛虎组织在Mannar区的最后一个据点Vellankulam镇落入前进的苏丹解放军部队手中，完成了夺回该区的八个月努力。随后，经过数周的激烈军事对抗，陆军于9月2日控制了马拉维。猛虎组织于9月9日对瓦武尼亚空军基地进行了突然袭击，双方都声称取得了胜利。
7月底，军队从马纳尔进入了猛虎组织的最后一个据点基利诺奇区，意图在年底前占领基利诺奇奇。2008年10月3日，一支联合国援助车队设法在基利诺奇区卸下了所有货物，并称基利诺奇镇几乎被遗弃，但猛虎组织在10月6日的自杀式爆炸中杀死了退役少将Janaka Perera和其他26名受害者。
2008年10月17日，苏丹解放军部队切断了纳奇库达以北的Mannar-Ponaryn A32高速公路，从而有效地包围了该岛西北海岸仅存的主要海虎据点。之后，陆军特遣部队1继续向普内林推进，占领了基兰奇、帕拉维、维拉维尔、瓦莱帕杜和魔鬼角。2008年11月15日，陆军特遣部队1的部队进入了具有重要战略意义的猛虎组织据点Pooneryn。与此同时，新成立的陆军第三特遣部队被引入曼库拉姆地区，目的是让猛虎组织干部进入贾夫纳-康迪A9公路以东的新战线。苏丹解放军部队于2008年11月17日占领了曼库拉姆及其周边地区。
与此同时，在最近一轮战斗中流离失所的20多万平民的处境正在演变成一场人道主义灾难；然而，由于许多原因，包括对猛虎组织谈判诚意的怀疑，西方政府和印度都没有进行干预，促成新的停火。

#### 基利诺奇的沦陷和随后的事件
斯里兰卡军队于2008年11月23日开始攻击基利诺奇。军队从三个方向攻击叛军的防御。然而，猛虎组织进行了顽强抵抗，旷日持久的袭击导致双方伤亡惨重。
直到2009年1月1日，苏丹解放军部队才能够占领位于阿-9路线基利诺奇以北的帕兰坦。这隔离了猛虎组织大象山口据点的南部外围，也暴露了猛虎组织在基利诺奇的主要防御工事。这使得攻占基利诺奇变得简单得多，叛军十多年来一直将其作为事实上的行政首都，并于1月2日完成了这一任务。基利诺奇的损失大大削弱了猛虎组织作为一个有能力、无情的反叛组织的形象，观察人士预测，在多条战线上难以承受的军事压力下，猛虎组织很可能很快就会崩溃。
老虎队很快放弃了在贾夫纳半岛的阵地，在他们最后的主要基地穆莱蒂武丛林中进行了最后的抵抗。到2009年1月14日，整个贾夫纳半岛被斯里兰卡军队占领。然而，他们无法坚持很长时间，1月25日，苏丹解放军部队占领了穆莱蒂武。查莱的最后一个海虎基地将于2月5日沦陷，使叛军控制的领土面积减少到约200平方公里。
战争这一阶段的特点是对平民的暴行加剧，平民伤亡迅速增加。2009年2月19日，人权观察发表了一份报告，指责斯里兰卡军队在不分青红皂白的炮击（包括多次炮击医院）中“屠杀”平民，并呼吁斯里兰卡政府结束其在军方控制的拘留营中“拘留流离失所者”的政策。人权观察还敦促泰米尔猛虎组织允许被困平民离开战区，并“停止向试图逃离的人开枪”。联合国还对国内流离失所者的状况表示担忧，估计约有20万人被挤在瓦尼海岸一块14平方公里的狭窄土地上，政府已宣布该土地为“禁火区”。
2009年2月20日，两架执行自杀任务的猛虎组织飞机对斯里兰卡商业首都科伦坡进行了神风敢死队式的空袭，造成2人死亡，45人受伤，但两架飞机都在摧毁陆军总部和主要空军基地等预定目标之前被斯里兰卡空军击落。到3月底，泰米尔猛虎组织只控制了禁火区外的一平方公里，低于三年前的约15000平方公里。拉贾帕克萨总统面临政治压力，要求他找到冲突的政治解决方案，他呼吁与泰米尔民族联盟举行会议，但他们拒绝了，直到政府解决了被困在战斗中的平民面临的人道主义危机。
4月5日，军事分析家/记者D.B.S.Jeyaraj将Aanandapuram战役描述为30年战争的“决定性时刻”。这场战斗见证了猛虎组织大多数久经沙场的地面指挥官的死亡，其中包括猛虎组织北部前线战斗编队的总指挥官Velayuthapillai Baheeratakumar，别名Theepan。来自5个师的5万多名苏丹解放军士兵参加了包围猛虎组织干部的战斗，该战斗位于Paranthan Mullaitivu A35高速公路、Nanthikadal和Chalai泻湖与印度洋之间的一小块沿海地带。叛军伤亡达625人。

#### 在“禁火区”作战
苏丹解放军部队将泰米尔猛虎组织推进了为平民设立的禁火区。猛虎组织随后在禁火区建造了一个3公里（2英里）长的堤岸，困住了30000多名平民，但苏丹解放军得以摧毁。
4月21日，斯里兰卡军队对猛虎组织领导人Vellupillai Prabhakaran发动攻击。与此同时，大批泰米尔人正在逃离“禁火区”。第二天，两名猛虎组织高级成员（猛虎组织媒体协调员Velayuthan Thayaniti，化名Daya Master和一名高级翻译Kumar Pancharathnam，化名George）向前进的斯里兰卡军队投降。这对叛军领导层来说是一个“粗鲁的打击”和重大挫折。当被问及为什么投降时，两人都强调，叛军向平民开枪，阻止他们从“禁火区”逃到政府控制区的安全地带。他们还声称，猛虎组织仍在绑架和征募年仅14岁的儿童，并将向任何试图抵抗的人开火。
到4月25日，猛虎组织控制下的面积减少到10平方公里。尽管泰米尔人继续逃离“禁火区”，但联合国估计，在2009年1月至2009年4月期间，可能有约6500名平民死亡，另有14000人受伤。英国广播公司报道称，军队从叛军手中夺回的土地人口完全减少，完全被毁。
随着战斗的继续，一组独立的联合国专家呼吁人权理事会紧急成立一个国际调查机构，以解决斯里兰卡军队与泰米尔叛军之间战斗中的“危急”局势。根据联合国人道主义事务协调厅（OCHA）的数据，超过19.6万人逃离了冲突区，这是东北海岸线上一块不断缩小的土地，政府军与猛虎组织之间的冲突仍在继续，而至少5万人仍被困在那里。联合国驻科伦坡发言人Gordon Weiss表示，有100多名儿童在“大规模杀害平民”的事件中死亡，并将斯里兰卡北部的局势描述为“血雨腥风”。联合国秘书长潘基文（Ban Ki-moon）表示，他对上周末数百名斯里兰卡平民在军队与泰米尔分离主义叛军的敌对行动中被杀害感到震惊。他对冲突地区继续使用重型武器深表关切，但也强调，“猛虎组织对平民安全的鲁莽不尊重导致数千人仍被困在该地区”。
5月13日，联合国安理会向新闻界发表声明如下：，“安全理事会成员强烈谴责泰米尔伊拉姆猛虎解放组织（猛虎组织）承认斯里兰卡政府打击恐怖主义的合法权利。安全理事会成员要求猛虎组织放下武器，允许仍在冲突地区的数万平民离开。安全理事会成员对有关在平民高度集中地区继续使用大口径武器的报告深表关切，并期望斯里兰卡政府履行其在这方面的承诺。
2009年5月16日，斯里兰卡军队突破猛虎组织的防御，占领了泰米尔猛虎组织叛军控制的最后一段海岸线。军方报告称，他们将在几天内“清除”叛军控制的剩余土地。后来，军方声称，据称截获了猛虎组织的通信，叛军在实际上被切断了逃跑路线后，正准备进行大规模自杀。据报道，一些叛乱分子引爆了自己的炸弹。

## 戰爭結束

### 5月16日：斯里兰卡宣布胜利
马欣达·拉贾帕克萨总统在约旦举行的G11峰会上发表讲话时表示，“我国政府在我国武装部队的全力支持下，在一次前所未有的人道主义行动中，最终在军事上击败了猛虎组织”。斯里兰卡陆军司令萨拉特·丰塞卡也宣布战胜猛虎组织。斯里兰卡军队迅速清除猛虎组织最后一批抵抗力量。随着猛虎组织最后的据点崩溃，斯里兰卡军队杀死了70名试图乘船逃离的叛军。猛虎组织领导人Vellupillai Prabhakaran和其他主要叛军领导人的下落尚不确定。

### 5月17日：猛虎组织承认失败
猛虎组织最终于2009年5月17日承认失败，叛军国际关系负责人塞尔瓦拉萨·帕特马纳坦说：“这场战斗已经结束……我们决定沉默。我们唯一的遗憾是失去了生命，我们无法再坚持下去了”。

### 5月18日：普拉巴卡兰死亡的第一次聲稱
斯里兰卡武装部队声称，猛虎组织领导人Velupillai Prabhakaran于2009年5月18日上午在试图乘坐救护车逃离冲突地区时被杀。在国家电视台宣布这一消息前不久，军方表示已将普拉巴卡兰包围在东北部的一小块丛林中。《每日电讯报》写道，据斯里兰卡电视台报道，普拉巴卡兰“……在一次火箭推进榴弹袭击中丧生，当时他正试图与最亲密的助手乘坐救护车逃离战区。他的“海虎队”海军领导人苏赛上校和他的情报主管波图·安曼也在袭击中丧生。”
斯里兰卡军队负责人萨拉特·丰塞卡将军表示，军方击败了叛军，“解放了整个国家”。军方发言人Udaya Nanayakkara准将表示，250名躲在禁火区内作战的泰米尔猛虎组织人员在一夜之间被打死。

### 5月19日：总统在议会发表讲话，普拉巴卡兰确认死亡
战斗一直持续到2009年5月19日上午9时30分。由于所有猛虎组织战士都在战斗中牺牲，射击停止了。军队再次开始收集尸体。这一次，隶属于斯里兰卡陆军第八特遣部队的穆图·班达中士向拉维普里亚报告说，发现了一具与普拉巴卡兰相似的尸体。2009年5月19日上午9时，总统马欣达·拉贾帕克萨在议会发表胜利演说，宣布斯里兰卡已从恐怖主义中解放出来。上午9:30左右，隶属于斯里兰卡陆军第八特遣部队的部队向其指挥官G.V.Ravipriya上校报告称，在南迪卡达尔泻湖的红树林中发现了一具类似于Velupillai Prabhakaran的尸体。警官确认了身份。下午12点15分，陆军司令萨拉特·丰塞卡通过国家电视台ITN正式宣布普拉巴卡兰去世。下午1点左右，他的遗体首次在斯瓦纳瓦希尼展出。普拉巴卡兰的身份得到了他的前亲信卡鲁纳·安曼的确认，并通过对其儿子早些时候被斯里兰卡军方杀害的遗传物质进行DNA检测。然而，猛虎组织国际关系负责人Selvarasa Pathmanathan在同一天声称，“我们敬爱的领导人还活着，很安全。”2009年5月24日，他承认Prabhakaran死亡，收回了先前的声明。斯里兰卡政府于2009年5月19日宣布胜利。

### 2009年5月18日之后的战斗
- 2009年5月19日，3名猛虎组织干部在安帕拉的Kachikudichchiaru被斯里兰卡军队杀害。[147]

- 2009年5月20日，5名猛虎组织干部在Periyapilumalai地区附近被斯里兰卡军队杀害。[147]

- 2009年5月21日，10名猛虎组织干部在卡达瓦纳丛林地区被斯里兰卡军队杀害。[148]

- 2009年5月27日，11名猛虎组织干部在拜蒂克洛地区的卡拉万奇奇库迪被斯里兰卡军队杀害。据报告，军方找到了5支T-56突击步枪、20枚克莱莫尔地雷（每枚15公斤）、2枚手榴弹、3枚杀伤人员地雷和医疗用品。[149]

- 2009年6月5日，特遣部队人员在安帕拉的Darampalawa地区进行搜索和清理行动时，与一群猛虎组织干部对峙，找到了两具尸体和许多军事物品。[150]

- 2009年7月4日，在拜蒂克洛泻湖地区的Kiraankulam爆发的冲突中，一名斯里兰卡军队士兵死亡，两人受伤。一名受伤的猛虎组织士兵也住进了医院。[151]

- 2009年8月5日，猛虎组织新领导人Selvarasa Pathmanathan在马来西亚吉隆坡市中心的Tune酒店被斯里兰卡军事情报部门与地方当局合作逮捕，并被带回斯里兰卡。[152]

- 2009年8月，5名猛虎组织干部在拜蒂克洛的一所房子里躲藏时被杀。另一人受伤时被活捉。他被送往医院。一名苏丹解放军士兵也受伤。

### 反应
斯里兰卡的普通非泰米尔人走上街头，庆祝长达数十年的战争结束。街道上到处都是欢呼雀跃的场面。反对党领袖拉尼尔·维克雷马辛哈通过电话祝贺拉贾帕克萨总统和国家安全部队战胜猛虎组织。宗教领袖也对流血事件的结束表示欢迎。国际社会对战斗结束的反应也是积极和欢迎的，一些国家对平民伤亡和人道主义影响表示关切。联合国秘书长潘基文说：“我对军事行动的结束感到欣慰，但我对这么多平民丧生深感不安。斯里兰卡人民现在面临的任务是艰巨的，需要所有人的努力。最重要的是，尽一切努力开始愈合创伤和民族和解的进程。”。《时代》杂志将斯里兰卡内战的结束列为2009年十大新闻之一。

### 抗议
世界各地的泰米尔侨民社区对斯里兰卡北部省的平民伤亡和整个战争表示抗议。印度、英国、加拿大、澳大利亚、挪威、瑞士、丹麦、德国和美国的主要和/或首都发生了积极的抗议活动。

## 影响

### 伤亡
斯里兰卡内战代价高昂，冲突双方共有10多万平民和5万多名战士丧生。据称，大约27000多名猛虎组织干部、28708多名斯里兰卡军队人员、1000多名斯里兰卡警察、1500名印度士兵在冲突中死亡。2008年，猛虎组织透露，自1982年11月27日以来，已有22390名战斗人员在武装斗争中丧生，尽管该组织在2009年停止了记录。国防部长Gotabhaya Rajapaksa在接受国家电视台采访时表示，自1981年以来，有23790名斯里兰卡军事人员被杀（没有具体说明这一数字中是否包括警察或其他非武装部队人员）。乌普萨拉冲突数据计划是一个基于大学的数据收集计划，被认为是“关于全球武装冲突的最准确和最常用的数据来源之一”，它向公众提供免费数据，并根据参与者将斯里兰卡的冲突分为多组。它报告说，1990年至2009年期间，斯里兰卡有59193至75601人在三种不同类型的有组织武装冲突中丧生：“基于国家的”冲突、斯里兰卡政府与反叛团体（猛虎组织和联合阵线）的冲突、“非国家”冲突、与斯里兰卡政府无关的冲突（如猛虎组织与联合阵线）。猛虎组织卡鲁纳派和猛虎组织对巴解组织），以及“单方面”暴力，包括猛虎组织或斯里兰卡政府蓄意袭击平民。
“泰米尔人权中心”记录，从1983年到2004年，54053名泰米尔平民被斯里兰卡政府和IPKF部队杀害。另一个名为NESOHR的组织发表报告称，从战争开始到2002年停火，4000至5000名泰米尔平民在大规模屠杀中丧生，平民总死亡人数约为40000人。2009年发生的平民伤亡事件具有重大争议，因为没有组织记录战争最后几个月发生的事件。斯里兰卡政府透露，在战争的最后几个月，有9000人死亡，但没有区分猛虎组织干部和平民。联合国根据援助机构和从海上撤离安全区的平民提供的可信证人证据，估计从2009年1月中旬首次宣布安全区到2009年4月中旬，有6500名平民死亡，另有14000人受伤。在此期间之后没有官方伤亡数字，但内战最后四个月（1月中旬至5月中旬）的死亡人数估计在15000至20000人之间。美国国务院的一份报告表明，实际伤亡数字可能远高于联合国的估计，而且没有记录到大量伤亡。一名前联合国官员声称，在内战的最后阶段，可能有多达40000名平民丧生。与平民伤亡有关的大部分细节是由四名在禁火区工作的医生报告的。在2009年7月战争结束后的一次联合新闻发布会上，当他们仍被CID拘留时，他们撤回了最初的报告，称伤亡数字被夸大了，是猛虎组织交给他们的。然而，一份泄露的美国外交电报中包含了一些急件，称这些医生在2009年8月获释后，将向美国大使馆人员表示，他们在新闻发布会上受到了严格的指导，他们在发表原始声明时没有撒谎。美国国务院的一份报告表明，实际伤亡数字可能远高于联合国的估计，而且没有记录大量伤亡。前联合国官员Gordon Weiss声称，在战争的最后阶段，可能有多达40000名平民丧生。联合国秘书长的专家小组报告称，在斯里兰卡内战的最后阶段，可能有多达40000名泰米尔平民丧生。
相反，斯里兰卡灾害管理和人权部常务秘书Rajiva Wijesinha在2009年6月表示，在此期间可能共有3000至5000名平民丧生。2011年11月，威胁专家Rohan Gunaratna估计平民伤亡人数为1400人（1200人死于军队交火，200人死于猛虎组织）。他的估计在一定程度上是基于从他获准进入的被俘猛虎组织干部以及在禁火区及其周围工作的验尸官那里获得的信息。2012年2月，斯里兰卡政府公布了对北部省平民死亡的官方估计，得出的结论是，2009年有8649人死于特殊情况（除老龄化、疾病、自然灾害等以外的原因）。它还将2635人列为无法追踪的人。然而，该报告没有将平民与被杀害的猛虎组织干部区分开来。一些人权组织甚至声称，战争最后几个月的死亡人数可能达到70000人。斯里兰卡政府否认了所有对泰米尔人造成大规模伤亡的说法，称其“注意不要伤害平民”。相反，它将高伤亡人数归咎于猛虎组织，称他们将平民用作人盾。斯里兰卡政府和猛虎组织都被联合国指控在战争的最后阶段犯有战争罪。
虽然大多数平民死亡是泰米尔少数民族，但僧伽罗人和摩尔人都死于战争。据估计，猛虎组织在200多次不同的袭击中造成3700至4100名平民死亡。针对杀害僧伽罗人和穆斯林的事件，猛虎组织领导人普拉巴卡兰否认了杀害平民的指控，声称谴责这种暴力行为；并声称猛虎组织反而袭击了武装家庭警卫，他们是“释放泰米尔平民的敢死队”，以及“被带到泰米尔地区强行占领土地”的僧伽罗定居者。然而，这一数字只包括在公开袭击中丧生的人。根据Rajan Hoole的说法，各种持不同政见的消息来源声称，泰米尔持不同政见者和敌对武装组织的囚犯在拘留期间或以其他方式被猛虎组织秘密杀害的人数在8000至20000人之间，尽管他后来表示，西方机构认为他的数字过于夸张。

### 经济成本
25年战争的总经济成本估计为2000亿美元。这大约是斯里兰卡2009年国内生产总值的5倍。斯里兰卡仅在第四次伊拉姆战争上花费了55亿美元，这场战争见证了猛虎组织的终结。战争结束后，政府根据“Uthuru Wasanthaya”计划花费22.5亿美元开发了北方省在衡量战争的机会成本时，战略远见集团的一份报告指出，外国直接投资在内战期间仍然停滞不前，而在停火期间净外国直接投资有所增加。

## 后果

### 政治解决方案
猛虎组织在军事上彻底失败后，总统马欣达·拉贾帕克萨宣布，政府致力于政治解决方案，为此将根据宪法第13修正案采取行动。亲猛虎组织的政党泰米尔民族联盟（TNA），也是代表斯里兰卡泰米尔社区的最大政治团体，放弃了建立独立国家的要求，转而支持联邦解决方案。拉贾帕克萨总统的UPFA政府和TNA之间正在就可行的政治解决方案和权力下放进行双边谈判。
然而，在接受印度电视频道《今日头条》的采访时，斯里兰卡总统（前国防部长）、现任总理（前总统）马欣达·拉贾帕克萨的兄弟戈塔巴亚·拉贾帕克萨驳斥了“政治解决方案谈话”，声称这“根本无关紧要”，因为“我们已经结束了斯里兰卡的恐怖主义”。

#### 经验教训与和解委员会
2009年5月战争结束后，在要求调查战争最后阶段的国际压力越来越大的情况下，拉贾帕克萨总统任命了吸取教训与和解委员会（LLRC）来回顾斯里兰卡内战，并为愈合创伤与建设和平的时代提供建议。委员会得出的结论是，斯里兰卡军方没有故意针对禁火区的平民。委员会承认医院遭到炮击，造成“大量平民伤亡”，但没有说明谁应对炮击负责。委员会指责僧伽罗人和泰米尔人的政治家造成了内战：僧伽罗政治家未能提供泰米尔人民可以接受的解决方案，泰米尔人的政客煽动了激进的分离主义。然而，该委员会受到人权组织和联合国秘书长问责专家小组的严厉批评，原因是其任务有限，据称缺乏独立性，未能达到最低国际标准或为证人提供保护。

#### 过渡时期司法和防止再次发生的步骤
2015年，斯里兰卡政府决定在南非真相与和解委员会的基础上成立一个真相委员会，调查战争期间的指控。据外交部长曼加拉·萨马拉韦拉称，新宪法有望解决与战争有关的问题，并确保战争不再发生。然而，政府批评僧伽罗和泰米尔极端分子阻碍过渡时期司法。

### 人道主义影响

#### 境内流离失所者
战争快结束时，随着斯里兰卡政府军深入泰米尔猛虎组织控制的地区，国际社会对被困35万平民的命运越来越担忧。2009年1月21日，斯里兰卡军方宣布在Puthukkudiviruppu西北部A35公路和Chalai泻湖之间设立一个32平方公里（12.4英里）的安全区。斯里兰卡空军的飞机散发传单，敦促平民转移到安全区，等待军队将他们转移到更安全的地方。斯里兰卡军方承诺不会向该地区开火。然而，只有少数平民真正进入安全区，斯里兰卡政府、联合国和人权组织指责猛虎组织阻止平民离开。战斗最终导致平民逃离安全区，逃到南提卡达尔和印度洋之间的一片狭长地带。2月12日，斯里兰卡军方宣布在穆莱蒂武西北部设立一个新的10平方公里（3.9平方英里）的安全区。在接下来的三个月里，斯里兰卡军方多次用飞机和大炮袭击安全区，摧毁了被困在那里的泰米尔猛虎组织的最后残余力量。斯里兰卡政府声称，他们试图袭击泰米尔猛虎组织的阵地，并声称这些袭击始于2月15日，结束于4月19日，也就是军队突破泰米尔猛虎组织防御工事的前一天，平民开始涌入。然而，这些袭击造成了严重的破坏。数千名平民伤亡，据报道，泰米尔猛虎组织持有许多人盾。
战争的最后阶段造成了30万境内流离失所者，他们被转移到瓦武尼亚区的营地，并在违背他们意愿的情况下被拘留在那里。营地被铁丝网包围。这一点，加上营地内的条件，引起了斯里兰卡内外的许多批评。内战结束后，拉贾帕克萨总统向外国外交官保证，大部分国内流离失所者将根据180天计划得到重新安置。截至2012年1月，几乎所有国内流离失所者都得到了重新安置，但穆莱蒂武区分区秘书处的6554人除外，那里的扫雷工作尚未完成。
自1983年以来，内战导致泰米尔平民从斯里兰卡大规模外流到南印度。战争结束后，其中近5000人返回该国。截至2012年7月，68152名斯里兰卡人作为难民生活在南印度。

#### 被拘留者
猛虎组织的不断失败使其干部大量放弃了该组织。随着敌对行动的结束，包括500多名儿童兵在内的11664名猛虎组织成员向斯里兰卡军方投降。其中女性1601例。政府根据“前战斗人员重新融入国家行动计划”采取行动，使这些干部恢复正常生活。他们被分为3类；硬核、非战斗人员和被强行招募的人（包括儿童兵）。在贾夫纳、拜蒂克洛和瓦武尼亚设立了24个康复中心。在被捕的干部中，有大约700名骨干成员。其中一些干部被纳入国家情报部门，以处理猛虎组织的内部和外部网络。截至2012年1月，政府释放了11000多名干部，只剩下4个康复中心和550名被拘留者。

#### 地雷
战争结束后，1304平方公里（503平方英里）的冲突地区被约160万枚地雷严重污染。截至2022年8月，斯里兰卡军队和8个外国资助机构雇佣的排雷人员已清理了1283.27平方公里（495.47平方英里），还有约20.73平方公里（8.00平方英里）有待清理。
自战争结束以来，由于政府要求接受采访，5000多名泰米尔青年聚集在东部省选定的警察局加入警察部队。斯里兰卡政府计划为该部门招募2000名新警察，特别是为该国北部地区的服务。

### 战争罪行调查
2014年3月，联合国人权委员会起草了一项关于“促进斯里兰卡的和解、问责和人权”的决议，并请高级专员纳维·皮莱女士对战争期间发生的严重侵犯和侵犯人权的指控进行全面调查。随后，人权专员指示设立人权高专办驻斯里兰卡调查处。
据报道，被指控长期犯下战争罪的斯里兰卡政府拒绝配合调查。2014年8月，该国拒绝了调查联合国官员的入境签证。两个月后的10月，斯里兰卡政府完全禁止所有外国人访问前战区。

#### 战争罪
斯里兰卡军方和猛虎组织在斯里兰卡内战期间，特别是在2009年第四次伊拉姆战争阶段的最后几个月犯下了战争罪和危害人类罪。战争罪行包括双方袭击平民和民用建筑；双方处决战斗人员和囚犯；斯里兰卡军方及其支持的准军事团体强迫失踪；被困在战区的平民的食品、药品和清洁水严重短缺；招募儿童和袭击平民，包括自杀式爆炸和泰米尔猛虎组织袭击民用飞机。
2009年8月，英国第四频道在一个名为“斯里兰卡杀戮场”的节目中播放了一段视频，视频显示身穿制服的男子说僧伽罗语，并立即处决了八名被捆绑和蒙着眼睛的男子。一位联合国专家认为这段视频是真实的。然而，联合国专家无法解释视频中某些受害者的行动、视频结尾的17帧以及视频中编码的2009年7月17日的日期（冲突于2009年5月正式宣布结束）。斯里兰卡政府委托的报告称，联合国的认证存在偏见，视频是伪造的。
联合国秘书长潘基文任命了一个专家小组，就斯里兰卡冲突最后阶段任何涉嫌违反国际人权和人道主义法的行为的问责问题向他提供建议，指出斯里兰卡军方和泰米尔猛虎组织犯下了战争罪和危害人类罪。专家小组呼吁联合国秘书长对涉嫌违反国际法的行为进行独立的国际调查。斯里兰卡政府否认其军队犯下任何战争罪，并强烈反对任何国际调查。它谴责联合国报告“在许多方面存在根本缺陷”，“基于未经任何核实的明显有偏见的材料”。经验教训与和解委员会是斯里兰卡总统任命的一个正式调查委员会，负责审查1983年至2009年的冲突，其报告已提交议会。
2012年7月27日，斯里兰卡提出了一份路线图，确定了在2009年与猛虎组织战争的最后阶段调查其军队涉嫌战争罪行的时间线。内阁已经批准了执行《吸取教训与和解》的行动计划。
联合国人权事务高级专员2013年9月表示，斯里兰卡没有做出全面努力，对战争罪指控进行适当和独立的调查。高级专员表示，如果斯里兰卡在2014年3月之前没有表现出更“可信”的进展，她将建议人权理事会自行展开调查。
2014年3月27日，联合国人权理事会投票通过了一项决议，为调查斯里兰卡内战结束时侵犯人权的行为铺平了道路。美国和联合王国是该决议的提案国之一，该决议首次呼吁进行国际调查。
迈特里帕拉·西里塞纳总统领导的新政府请求国际社会支持对战争罪的国内调查。截至2015年3月，联合国已对此表示支持。泰米尔民族联盟要求对斯里兰卡内战期间侵犯人权的指控进行国际调查，并拒绝进行国内调查。由Wigneshwaran领导的一个TNA小组要求对所谓的种族灭绝指控进行调查，但整个TNA在这个问题上存在分歧，国会议员Senathirajah表示，该行动未经该党授权。
泰米尔民族联盟欢迎由一个混合法庭进行的国内调查，R·桑潘坦赞扬了新政府的几项新举措，并表示“政府正在采取正确的立场”，并要求政府履行其承诺，但一些成员，如阿南蒂·萨西塔兰，则持不太乐观的看法。
2020年1月，总统戈塔巴亚·拉贾帕克萨谈到在战争中失踪的人时说：“不幸的事实是，这些人在战斗中死亡。即使在安全部队中，也有大约4000名人员被列为失踪人员。但事实上，这些人已经在战斗中丧生，但他们的尸体尚未找到”。他承诺进行适当的内部调查并出具死亡证明。在斯里兰卡的多次冲突中，估计有20000多人在斯里兰卡失踪，总统的声明受到人权组织的严厉批评。
2020年2月，美国国务院和美国国务卿迈克·蓬佩奥宣布，斯里兰卡陆军现任指挥官沙文德拉·席尔瓦将军因斯里兰卡陆军第53师犯下的战争罪而被禁止进入美国，他通过指挥责任参与了战争。
2023年1月10日，加拿大政府以“严重和系统侵犯人权”为由，对前总统马欣达和戈塔巴亚·拉贾帕克萨以及斯里兰卡军队的两名成员苏尼尔·拉特纳亚克上士和尚达纳·普拉萨德·赫蒂亚拉奇中校实施制裁。

#### 关于种族灭绝的指控
人权观察提出了第一个支持根据国际法对斯里兰卡政府进行种族灭绝指控的国际声音，并于2009年12月倡导并公布了细节。美国著名国。际法专家弗朗西斯·博伊尔教授与联合国秘书长潘基文举行了紧急会议，敦促通过提供反人类罪、针对泰米尔人的种族灭绝以及国际社会未能阻止在斯里兰卡屠杀泰米尔平民的证据来停止泰米尔人的灭绝种族。
2010年1月，斯里兰卡问题常设人民法庭在爱尔兰都柏林开庭。有四个发现：
斯里兰卡政府及其军队犯有战争罪；
斯里兰卡政府及其军队犯有危害人类罪；
种族灭绝的指控需要进一步调查；
国际社会，特别是英国和美国，对和平进程的破裂负有共同责任。
它还发现，联合国会员国没有“履行其道德义务，为战争最后时期犯下的侵犯人权行为伸张正义”。
2010年9月22日，联合国世界人权组织人权影响诉讼诊所代表斯里兰卡武装冲突受害者进行了宣传和诉讼。UNROW人权影响诉讼诊所发布了一份报告，呼吁成立一个新的国际法庭，起诉那些对冲突期间所犯罪行负有最大责任的人。联合国人权影响诉讼诊所还向联合国秘书长潘基文于2010年任命的联合国斯里兰卡问题专家小组提交了武装冲突期间侵犯人权的证据。
2012年11月3日，由种族灭绝研究专家、前联合国官员、，国际法专家和著名的和平与人权活动家将被召集为常设人民法庭任命的法官，调查和审查许多专门工作组提交的关于指控斯里兰卡政府犯有灭绝种族罪的报告。
2013年3月27日，泰米尔纳德邦议会通过决议，呼吁印度政府停止将斯里兰卡视为“友好国家”并实施经济制裁，并呼吁对针对斯里兰卡泰米尔人的“种族灭绝和战争罪”进行国际调查。
2013年12月10日，常设人民法庭一致裁定斯里兰卡犯有针对泰米尔人民的种族灭绝罪，而美国和英国则被认定犯有共谋罪。
2015年1月，UNROW人权影响诉讼诊所根据政府军对泰米尔人实施暴力的证据、性质和程度，提交了一份关于“泰米尔种族灭绝的法律案件”的论文。
2015年4月12日，斯里兰卡北部省议会通过了一项决议，呼吁联合国调查种族灭绝事件，并在国际法院指示采取适当措施，称泰米尔人对国内委员会没有信心。
2017年9月，总统迈特里帕拉·西里塞纳拒绝让几个人权组织以战争罪将贾加特·贾亚苏里亚告上法庭。据报道，他在提到这起诉讼时说：“我非常明确地表示，我不会允许世界上任何人触摸贾加特·贾亚苏里亚或这个国家的任何其他军事首领或任何战争英雄。”。他的言论被视为试图迎合占多数的僧伽罗人，他们中的大多数人反对对被指控在内战期间犯罪的军事人员采取法律行动。